# Bombardiella caespitosa
Bombardiella caespitosa är en svampart som beskrevs av Höhn. 1909. Bombardiella caespitosa ingår i släktet Bombardiella, ordningen Sordariales, klassen Sordariomycetes, divisionen sporsäcksvampar och riket svampar.   Inga underarter finns listade i Catalogue of Life.